# Mocorha Lough SAC
Mocorha Lough SAC este o arie protejată (arie specială de conservare — SAC, sit de importanță comunitară — SCI) din Irlanda întinsă pe o suprafață de 65,98 ha, integral pe uscat.

## Localizare
Centrul sitului Mocorha Lough SAC este situat la coordonatele 53°32′22″N 9°09′47″W / 53.539541°N 9.162935°V.

## Înființare
Situl Mocorha Lough SAC a fost declarat sit de importanță comunitară în martie 2003 pentru a proteja un număr necunoscut de specii din flora spontană și fauna sălbatică aflate în arealul zonei. Situl a fost protejat și ca arie specială de conservare în noiembrie 2018.

## Biodiversitate
Situată în ecoregiunea atlantică, aria protejată conține 1 habitat natural: Mlaștini calcaroase cu Cladium mariscus și specii de Caricion davallianae.
La baza desemnării sitului se află un număr nedeclarat de specii protejate.